# Köln-Bonner Eisenbahnen
Die Köln-Bonner Eisenbahnen AG (KBE) war eine Eisenbahngesellschaft, die zwischen Köln und Bonn ein ausgedehntes, teilweise elektrifiziertes, Streckennetz betrieb. Zeitweise war sie die verkehrsreichste nichtstaatliche Eisenbahn in Deutschland. Dazu kamen noch regionale Buslinien. Die KBE gingen 1992 in der neugegründeten Häfen und Güterverkehr Köln (HGK) auf.

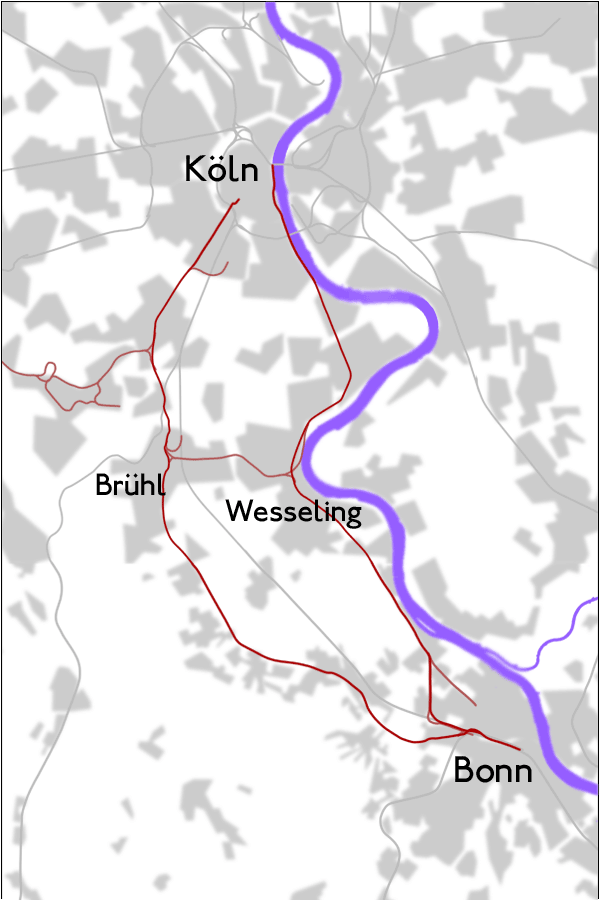
Streckennetz (teilweise, rot) der KBE (westlich des Rheins, violett)

## Geschichte

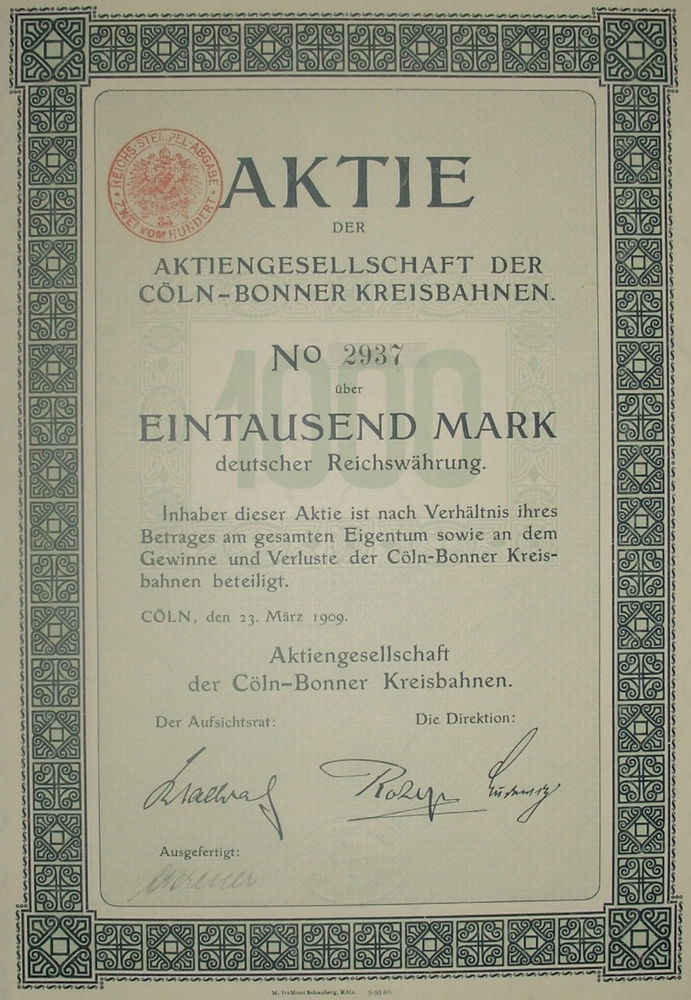
Aktie der Cöln-Bonner Kreisbahnen von 1909

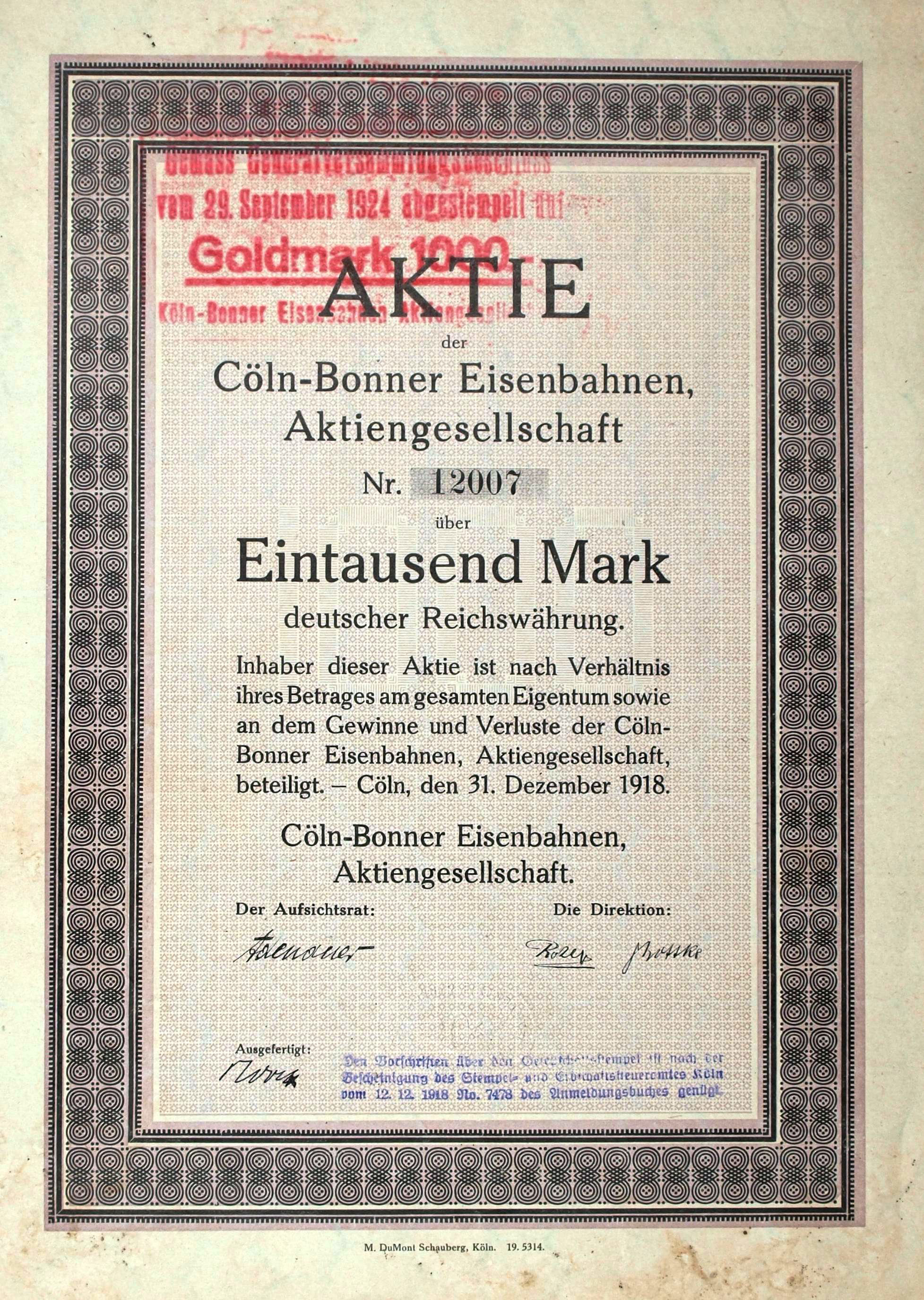
Aktie über 1000 Mark der Cöln-Bonner-Eisenbahnen AG vom 31. Dezember 1918

### Anlass
Die bereits 1844 von der Bonn-Cölner Eisenbahn eröffnete Eisenbahnstrecke von Köln über Brühl nach Bonn nahm einen relativ direkten Weg zwischen den beiden Städten. Der Siedlungsschwerpunkt hingegen lag am Rand des Vorgebirges, der durch diese Strecke nur mangelhaft erschlossen wurde. Ebenso gab es keinen Anschluss der direkt am Rhein liegenden Orte. Auch der zwischen Brühl und Bonn vorherrschende Gemüseanbau für die beiden Städte benötigte bessere Anlieferungsmöglichkeiten. Daher war der Bau einer Bahn für den Lokalverkehr dringend vonnöten.

### Gründung
Am 2. März 1891 trafen die Oberbürgermeister von Köln und Bonn mit den Landräten der Kreise Köln, Bonn und Bergheim (Erft) zusammen und beschlossen die Gründung eines Komitees zum Bau einer weiteren Bahnverbindung zwischen Köln und Bonn. Den Auftrag für Planung, Bau und Betrieb erhielt die Berliner Firma Havestadt, Contag & Cie. Am 5. Oktober 1894 wurde die Actiengesellschaft der Vorgebirgsbahn Cöln-Bonn gegründet, deren Anteile zu zwei Dritteln bei den Städten und Kreisen und zu einem Drittel bei Havestadt, Contag & Cie. lagen. Ab dem 7. Juli 1897 lautete der Firmenname AG der Cöln-Bonner Kreisbahnen (CBK), einen Monat später wurde der Verkehr auf dem ersten Streckenabschnitt aufgenommen. Zum 1. April 1901 wurde der Vertrag mit Havestadt, Contag & Cie. gekündigt. Betrieb und Weiterbau der CBK liefen fortan ausschließlich unter Regie der Städte und Kreise. Der endgültige Name wurde 1917/1918 eingeführt, allerdings schrieb man Cöln bis 1920 noch mit „C“.

### Weiterer Ausbau
Während die Vorgebirgsbahn als erste Strecke der Gesellschaft noch als meterspurige Nebenbahn betrieben wurde, wuchsen kurz vor der Jahrhundertwende die Transportbedürfnisse der Braunkohlengruben in der Ville, die ihre Briketts auch an weiter entfernte Kunden verkaufen wollten. Um diesen zu entsprechen, wurde von der Gesellschaft in Godorf nördlich des Dorfes Wesseling ein Rheinhafen angelegt, der 1901 den Betrieb aufnahm. Als Verbindung zu den Braunkohlegruben wurde eine normalspurige Güterzugstrecke zwischen Vochem und Wesseling, die sogenannte Querbahn, gebaut. In Vochem bzw. Kendenich gab es sowohl einen Anschluss an die normalspurige Villebahn zu den Braunkohlegruben als auch zum meterspurigen Netz der Eisenbahngesellschaften in der Jülich-Zülpicher Börde.
Um die Industriebetriebe im rheinabwärts gelegenen Sürth anzuschließen, folgte der Strecke nach Wesseling eine Stichstrecke von Godorf nach Sürth.
Bereits vor der Eröffnung der Querbahn wurde die Konzession für eine weitere Schmalspurstrecke zwischen Köln und Bonn entlang des Rheinufers erteilt – die Rheinuferbahn. Noch vor dem Bau der Strecke wurden die Planungen in eine normalspurige Bahn abgeändert, die von Anfang an elektrifiziert war und nach kurzer Zeit zweigleisig ausgebaut wurde.
Die Braunkohlegruben in der Ville zogen auch andere Industriebetriebe nach sich. Als weiteren Anschluss an die Staatsbahn und auch zum Transport von Arbeitern aus Köln wurde die Strecke von Berrenrath nach Köln-Sülz mit einer Verbindung zum Güterbahnhof Köln-Eifeltor gebaut, die sogenannte „Schwarze Bahn“.

### Wirtschaftliche Probleme und Ende der Gesellschaft
In den 1960er Jahren geriet das Unternehmen zunächst durch sinkende Fahrgastzahlen in eine wirtschaftliche Schieflage. Ab 1965 überstieg der Verlust aus dem Personenverkehr die Gewinne aus dem Güterverkehr. Nachdem auch noch einige Frachtkunden weggebrochen waren, kam die KBE in Finanznöte. Im Jahr 1971 musste ein Verlust von 8 Millionen DM ausgewiesen werden, und nur durch eine Liquiditätshilfe des Landes Nordrhein-Westfalen wurde ein Konkurs vermieden.
Die KBE beantragte Finanzbeihilfen zur Beschaffung neuer Fahrzeuge und zu einer Erweiterung des Streckennetzes, doch die Anteilseigner beschlossen schließlich die Umstellung des Personenverkehrs auf den beiden Hauptstrecken auf Stadtbahnbetrieb, bei dem die KBE nur noch die Infrastruktur und einen geringen Teil der Fahrzeuge betrieb. Aktionäre waren nach der zum 1. Januar 1975 in Kraft getretenen kommunalen Neuordnung die Städte Köln (knapp 50 %) und Bonn (30 %), der Erftkreis (15 %) und der Rhein-Sieg-Kreis (5 %).
Der stadtbahngerechte Umbau erfolgte von 1975 bis 1986.
1992 endete die Geschichte der KBE mit der Umorganisation des Kölner Stadtwerkekonzerns. Die Buslinien der Gesellschaft wurden an den Regionalverkehr Köln (RVK) abgegeben, die Stadtbahnwagen an die Kölner Verkehrs-Betriebe (KVB). Das Eisenbahn-Streckennetz und den Güterverkehr übernahm die am 1. Juli 1992 rückwirkend zum 1. Januar desselben Jahres aus der Fusion von KBE, Köln-Frechen-Benzelrather Eisenbahn und Kölner Hafenbetrieben entstandene Häfen und Güterverkehr Köln (HGK).
Anders als bei vielen anderen lokalen Bahngesellschaften bedeutete das Ende der eigenständigen Gesellschaft also nicht das Ende des Streckennetzes. Dieses ist weitgehend erhalten geblieben und wurde weiter modernisiert.

## Hauptstrecken

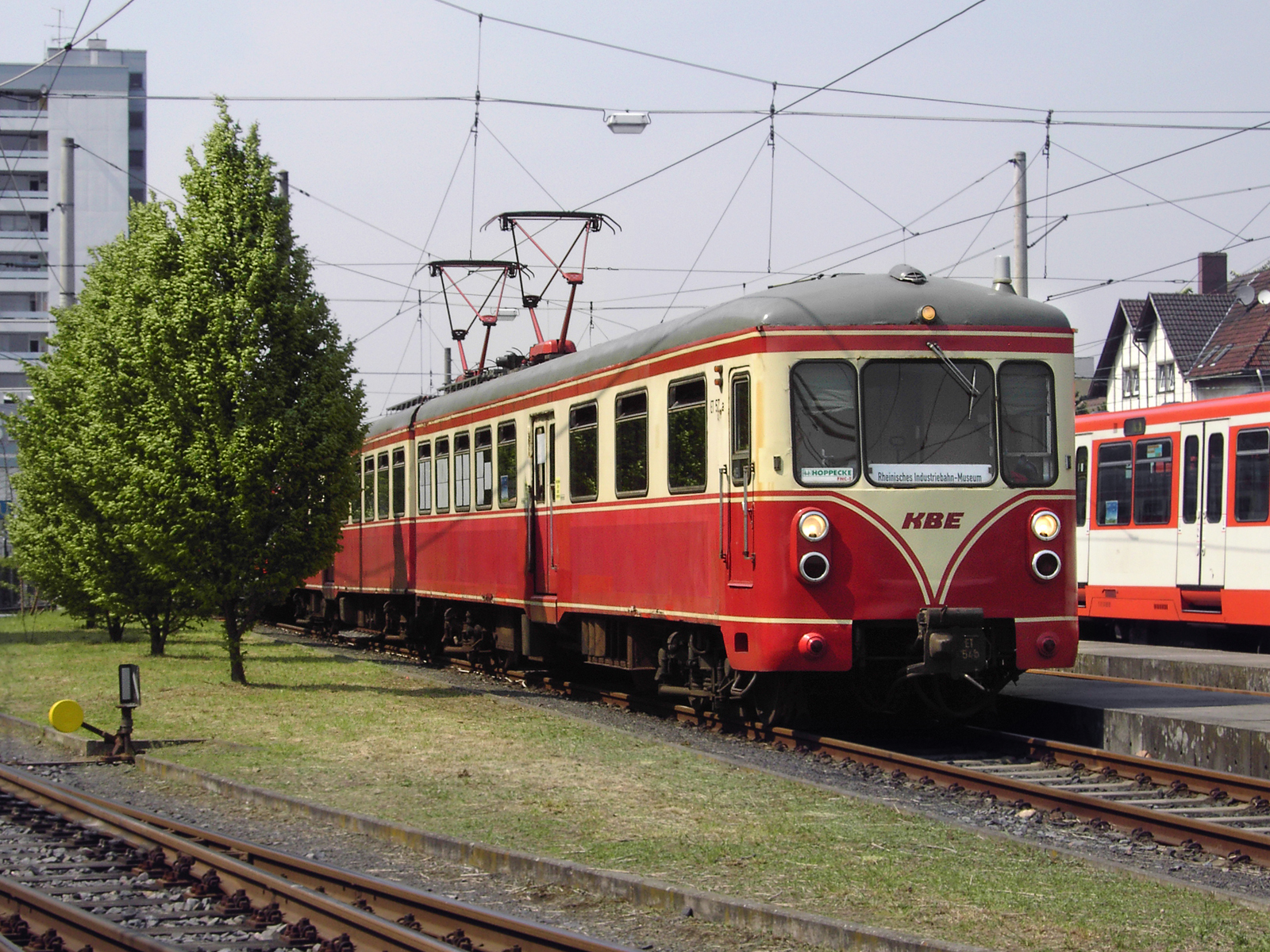
KBE-Triebwagen ET 57 in Wesseling

### Vorgebirgsbahn
Die Vorgebirgsbahn führte von Köln aus am Rande des Vorgebirges entlang über Brühl nach Bonn. Die Inbetriebnahme der anfangs meterspurigen rund 32,5 Kilometer langen Bahnstrecke erfolgte am 1. August 1897 zwischen Bonn und Brühl und am 20. Januar 1898 zwischen Brühl und Köln. Bis in die 1920er Jahre verkehrten die Dampfzüge in Brühl mitten über den Marktplatz, in Bonn über Ellerbahnhof zum Friedensplatz. Auch die Strecke von Köln bis Hermülheim verlief noch über die Luxemburger Straße bis zum Alten Bahnhof (heute Sitz des Lazarus-Hilfswerks, Denkmalschutz). Ab 1929 endete die Strecke in Bonn Rheinuferbahnhof. In der Zeit bis 1934 wurde die Strecke schrittweise auf Normalspur mit unabhängiger Trasse in Brühl, Hermülheim, Efferen sowie im Kölner Stadtgebiet umgespurt. Die Personenzüge wurden ab 18. April 1926 durch Benzol-Triebwagen und diese dann zwischen dem 14. Juni und dem 7. Oktober 1934 durch Elektrotriebwagen jeweils mit Steuerwagen ersetzt.

### Rheinuferbahn

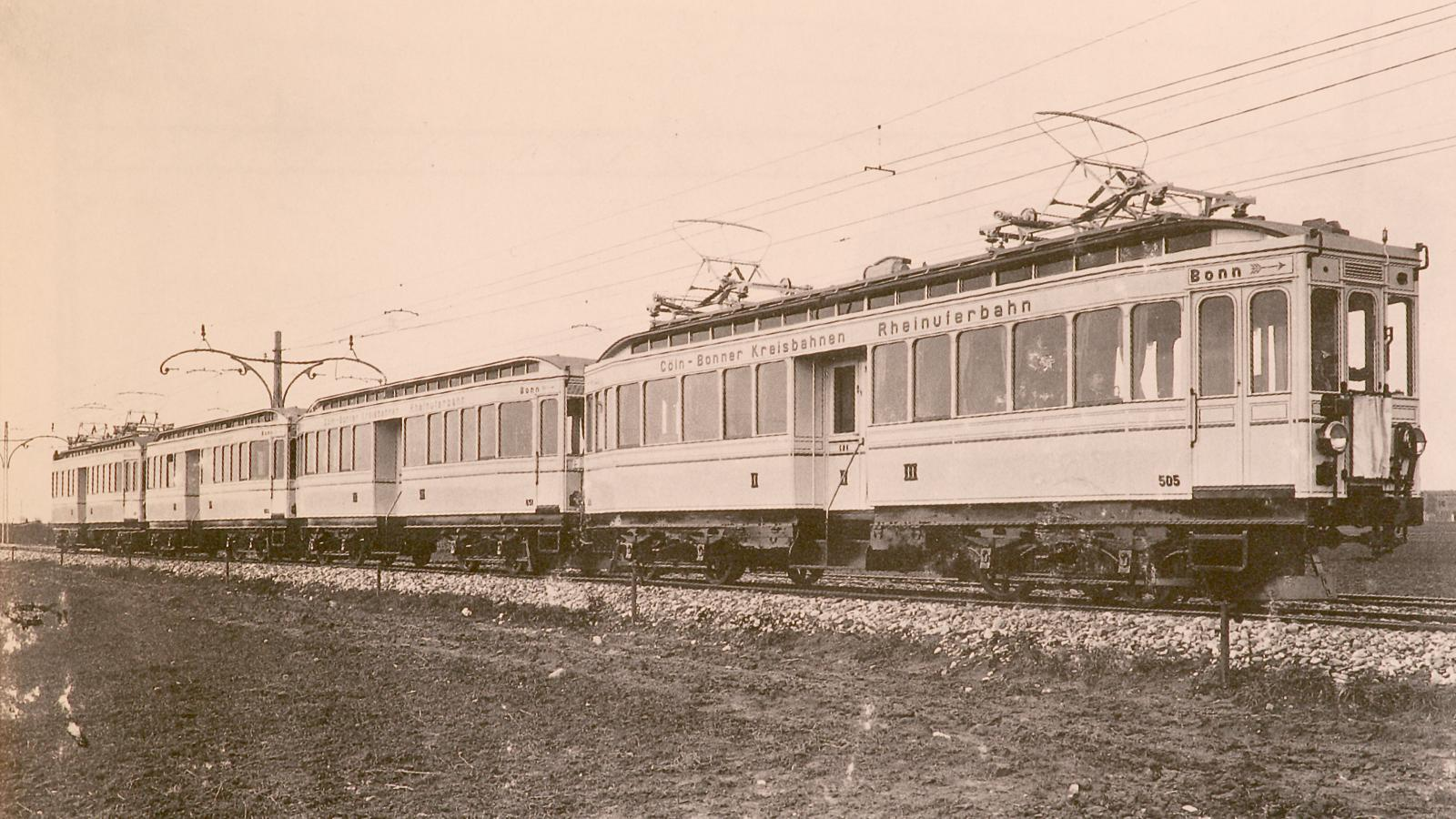
Schnellzug auf der Rheinuferbahn 1906

Die Rheinuferbahn begann in Köln am Rheinufer nahe der Hohenzollernbrücke und führte dem Verlauf des Rheins folgend über Wesseling nach Bonn Rheinuferbahnhof.
Der Bau der Rheinuferbahn war bereits 1890 genehmigt worden, in Betrieb ging sie jedoch erst im September 1905. Sie war von Anfang an eine elektrifizierte Eisenbahn auf Regelspur, ab 1908 als durchgehend zweigleisige Hauptbahn. Anfangs bereits für damals beachtliche 70 km/h zugelassen, wurde die Strecke später für Geschwindigkeiten bis zu 120 km/h ausgebaut. Im Wettbewerb zur linken Rheinstrecke wurden dadurch attraktive Reisezeiten im Taktfahrplan zwischen Köln und Bonn ermöglicht.
Schnellzüge bewältigten die Strecke (mit Zwischenhalt nur in Wesseling) in weniger als 30 Minuten. Zum Vergleich: Heute benötigt ein Intercity von Köln nach Bonn 21 Minuten, eine Regionalbahn 29–31 Minuten.
Mit diesen Besonderheiten und den eleganten elfenbeinfarbenen Elektrotriebwagen war die Rheinuferbahn besonders in der Anfangszeit eine weithin beachtete Ausnahmeerscheinung unter den deutschen Privatbahnen.
Die Rheinuferbahn ist die kürzeste linksrheinische Eisenbahnstrecke zwischen Köln und Bonn.

### Querbahn
Die Bahnstrecke Brühl-Vochem–Köln-Godorf Hafen verbindet die Bahnhöfe Brühl-Vochem und Brühl-Nord mit Wesseling, den dortigen Raffinerien und dem Godorfer Hafen in Köln-Godorf. Die Strecke Brühl–Wesseling ist elektrifiziert, hier gab es von der Streckeneröffnung im Jahr 1900 bis 1981 Personenverkehr, zuletzt unter der Liniennummer 19. Heute verkehren hier neben dem regen Güterverkehr noch die Ein- und Ausrückfahrten des KVB-Betriebshofs in Wesseling.

### Schwarze Bahn
Die Bahnstrecke Köln-Sülz–Berrenrath führte ab 1918 von Hermülheim Süd (ab 1925 von Köln-Sülz) nach Berrenrath. Neben dem bis heute existierenden Güterverkehr gab es auf der „Schwarzen Bahn“ bis 1968 auch Personenverkehr mit Dampf- & Dieselzügen. Aus dieser Zeit stammt auch der Name, der im Gegensatz zu der damals mit weißen Elektrotriebwagen betriebenen „Weißen Bahn“ / Vorgebirgsbahn steht. Von 1972 bis 1987 war die Strecke teilweise elektrifiziert, damit die Züge der Rheinbraun-Werksbahn auf der Strecke verkehren konnten.
Die Schwarze Bahn wird heute nur noch über Hürth-Kendenich an die Vorgebirgsbahn und damit an die Bahnstrecke Brühl-Vochem–Köln-Godorf Hafen angeschlossen. Die Abzweigstrecken Hürth-Hermülheim–Köln-Sülz und von K-Klettenberg zum (Übergabe-)Bahnhof Köln Eifeltor wurden stillgelegt.

## Weitere Strecken

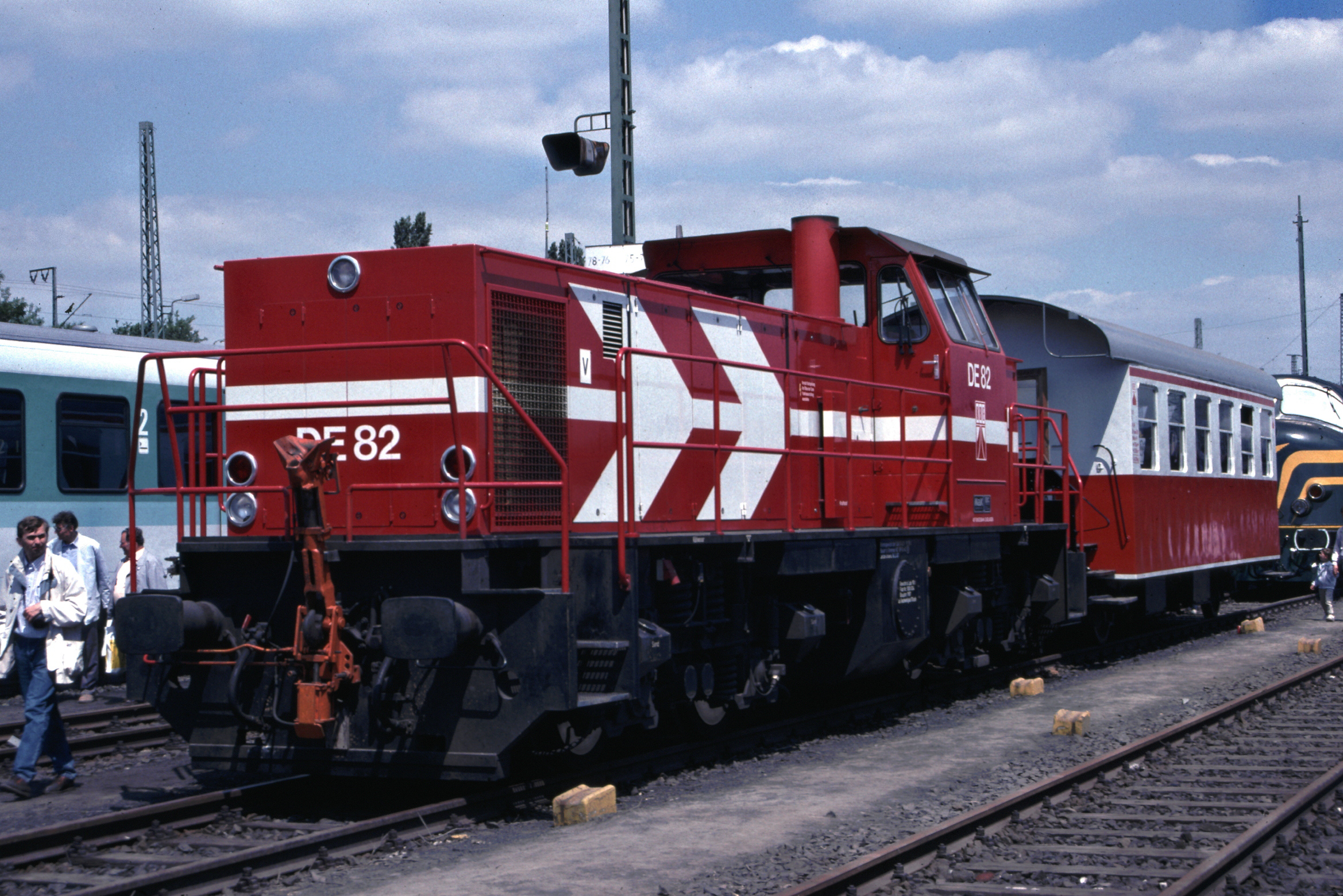
DE 82 der KBE in Köln-Gereon

Neben den Personenverkehrsstrecken betrieben die KBE eine Reihe weiterer Streckenabschnitte, die nur für den Güterverkehr genutzt wurden und nicht elektrifiziert waren:

### Hersel – Bonn-Bendenfeld
Im Bahnhof Hersel der Rheinuferbahn zweigt ein Gleis von der Hauptstrecke ab, das zunächst rund zwei Kilometer parallel zu ihr im Einschnitt verläuft, sich in Bonn-Tannenbusch von ihr entfernt, die linke Rheinstrecke der DB unterquert und im Übergabebahnhof Bonn-Bendenfeld endet. Von hier aus gab es direkte Verbindungen zum Bonner Güterbahnhof und zur Vorgebirgsbahn in Höhe des heutigen SWB-Betriebshof in Bonn-Dransdorf (Gleis bis Bendenweg noch vorhanden, Einfahrweiche zur SWB ist entfernt). Diese Gleisverbindung, zuletzt nur noch zum Abstellen von Waggons genutzt, wurde im August 2013 endgültig stillgelegt.

### Hersel – Bonn-Auerberg
Als Überbleibsel der früheren Rheinuferbahntrasse (bis 1968) führt ein Gleis ab dem Bahnhof Hersel geradeaus durch Bonn-Buschdorf und endet nach etwa drei Kilometern im Industriegebiet von Bonn-Auerberg.

### Abzw Köln-Klettenberg – Köln-Eifeltor
An der Abzweigstelle/Überleitstelle Köln-Klettenberg, kurz vor dem Übergang ins KVB-Netz, zweigte ein weiteres Verbindungsgleis ab, das in einem KBE-Übergabebahnhof am DB-Güterbahnhof Köln Eifeltor endete. Ab 1994 wurde dieses Gleis nicht mehr zur Übergabe genutzt. Die gesamten Gleise und der Übergabebahnhof selbst wurden 2005 zurückgebaut.

### Brühl-Vochem – Pingsdorf – Badorf – Schwadorf (Pingsdorfer Güterbahn)
Um für den Güterverkehr den Weg über den Marktplatz von Brühl zu vermeiden und um die Braunkohlegruben im Süden von Brühl (Berggeist und Lukretia) zu bedienen, wurde am 1. November 1907 eine normalspurige Güterstrecke von Vochem bis Pingsdorf/Eckdorf eröffnet. Die Personenzugstrecke wurde auch nach der Verlegung vom Zentrum in Brühl (Marktplatz) über die Bundesstraße 51, Pingsdorfer Straße, auf die Güterzugstrecke zugeführt. Das Gleis lag ab etwa Rodderweg bis Ortsende Badorf unmittelbar an der Westseite der Alten Bonnstraße (Römerstraße). Erst später wurde die eigene Personenbahntrasse von Brühl Süd bis Badorf verlängert und erst dort zusammengeführt. Bis zum Umbau auf Normalspur wurde die Strecke bis Vochem ab 13. April 1908 mit einer dritten Schiene für Schmal- und Normalspur betrieben. So konnten die Briketts und sonstigen Güter bis Köln ohne Umladen transportiert werden. Zuvor wurden die normalspurigen Wagen in Vochem auf Rollböcke gesetzt und nach Köln transportiert. Am Haltepunkt Kaiserstraße in Brühl wurden die Gleise der Mödrath-Liblar-Brühler Eisenbahn (seit 1901 eröffnet), die die Gruben und Brikettfabriken bei Liblar und Heide (Donatus, Gruhlwerk) bediente, in die Strecke eingeführt. Am 8. November 1964 erfolgt die letzte Bedienungsfahrt von Vochem nach Pingsdorf.

### Buschdorf – Rheinhafen Bonn-Rheindorf (Hafenbahn der Stadt Bonn)
Eigentümer der Strecke war die Stadt Bonn, die Betriebsführung lag jedoch bei der KBE. Eröffnung war am 24. Oktober 1924, am 13. September 1974 fand die letzte Bedienung statt.

## Umstellung auf Stadtbahnbetrieb

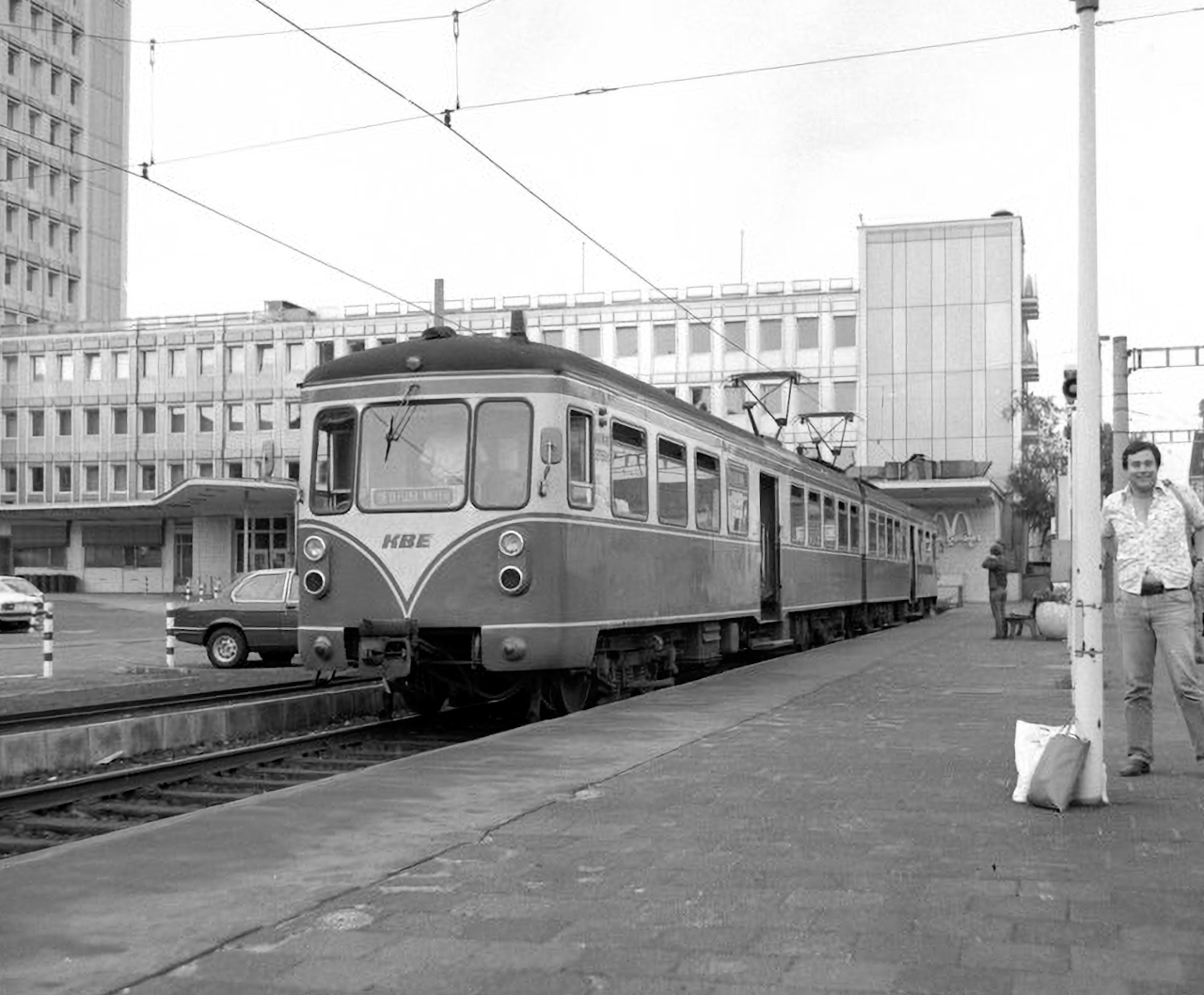
KBE-Triebwagen am ehemaligen Endbahnhof Barbarossaplatz (1986)

Schon bei der Planung der Tunnelstrecken für die Stadtbahn in Köln und Bonn war beabsichtigt, die Strecken der KBE in diese Netze zu integrieren.
Ab 1975 begann der Umbau der Rheinuferbahn zur Stadtbahn. Bei einem Brand in der Nacht zum 4. August 1975 war ein Teil der Triebwagen (darunter drei sogenannte Silberpfeile) zerstört worden, weswegen der Schnellzugbetrieb auf der Rheinuferbahn eingestellt wurde. Seit dem 12. August 1978 wird die Rheinuferbahn mit Stadtbahnwagen B befahren. Die nun als Linie 16 bezeichnete Bahn verkehrt durch den Kölner Stadtbahn-Innenstadttunnel bis zum Barbarossaplatz. Dort biegt sie auf die Ringe ab, um am Ubierring auf die alte Rheinuferstrecke zu stoßen. Die Strecke nördlich des Ubierrings und der Kölner Rheinuferbahnhof wurden stillgelegt. In Bonn wurde die Linie 16 in den neugebauten Stadtbahntunnel eingeführt und bis nach Bonn-Bad Godesberg verlängert.
In der Folge wurde auch die Vorgebirgsbahn zur Stadtbahn umgebaut. Am 26. Oktober 1985 verkehrte der erste Stadtbahnzug der Linie 18 von Bonn Hauptbahnhof bis Schwadorf, wo in einen KBE-Zug umgestiegen werden musste. Nun wurde auch der Bonner Rheinuferbahnhof aufgegeben. Seit dem 8. November 1986 ist die Strecke vollständig mit Stadtbahnwagen befahrbar. Der Endbahnhof am Barbarossaplatz in Köln wurde ebenfalls aufgegeben, da die Züge nun hinter dem Barbarossaplatz in den Kölner Innenstadttunnel einfahren. Die Stadtbahnlinien wurden von der KBE gemeinsam mit KVB und SWB sowie SSB betrieben.
Die Namen Vorgebirgs- und Rheinuferbahn bestehen für die Streckenabschnitte zwischen den Stadtgrenzen von Köln und Bonn noch im Volksmund fort.
Im Zuge der Umstellung auf Stadtbahnbetrieb wurde die elektrische Gleichspannung von 1200 Volt auf 750 Volt umgestellt. Damit endete im Januar 1988 auch der Betrieb von elektrischen Güterzuglokomotiven (E1, E2 und E3), die die KBE ab 1973 von der Rheinbraun übernahm.

## Fahrzeuge
Bekannteste Fahrzeuge in der Geschichte der KBE waren die Silberpfeil-Schnelltriebwagen.
Ein Teil der Fahrzeuge der ehemaligen KBE, insbesondere eine vielfältige Sammlung historischer Personen- und Güterwagen, blieb in der Obhut der Köln-Bonner Eisenbahn-Freunde (KBEF) erhalten. Darunter befindet sich auch der Silberpfeil-Prototyp (ET 201), Baujahr 1960.
Der ET 57 ist im Rheinischen Industriebahn-Museum in Köln-Nippes erhalten.

### Dampflokomotiven
| Betriebs-Nr.  | Bauart           | Spurweite | Hersteller      | Baujahr | Fabriknummer | bei KBE in Betrieb                                 | weitere Nutzung | Foto                                                                              |
| ------------- | ---------------- | --------- | --------------- | ------- | ------------ | -------------------------------------------------- | --- | --------------------------------------------------------------------------------- |
| 1             | Bn2t (Kastenlok) | 1000 mm   | Hagans          | 1897    | 353          | 1897–01.07.1929                                    | Verbleib unbekannt | "Feuriger Elias", eine der Kastenloks 1–5 der KBE auf dem Brühler Markt (um 1900) |
| 2             | Bn2t (Kastenlok) | 1000 mm   | Hagans          | 1897    | 354          | 1897–01.07.1929                                    | Verbleib unbekannt |                                                                                   |
| 3             | Bn2t (Kastenlok) | 1000 mm   | Hagans          | 1897    | 355          | 1897–01.07.1929                                    | Verbleib unbekannt |                                                                                   |
| 4             | Bn2t (Kastenlok) | 1000 mm   | Hagans          | 1897    | 356          | 1897–01.07.1929                                    | 1932–1936 Kerkerbachbahn "Lok 4", +1938, weiterer Verbleib unbekannt |                                                                                   |
| 5             | Bn2t (Kastenlok) | 1000 mm   | Hagans          | 1897    | 357          | 1897–01.07.1929                                    | Verbleib unbekannt |                                                                                   |
| 6             | Bn2t (Kastenlok) | 1000 mm   | Hohenzollern    | 1895    | 822          | 1895–01.07.1929                                    | Verbleib unbekannt |                                                                                   |
| 7             | Bn2t (Kastenlok) | 1000 mm   | Hohenzollern    | 1895    | 823          | 1895–01.07.1929                                    | Verbleib unbekannt |                                                                                   |
| 8             | Bn2t (Kastenlok) | 1000 mm   | Hohenzollern    | 1895    | 824          | 1895–01.07.1929                                    | Verbleib unbekannt |                                                                                   |
| 9             | Bn2t (Kastenlok) | 1000 mm   | Hohenzollern    | 1898    | 1130         | 1898–01.07.1929                                    | Verbleib unbekannt |                                                                                   |
| 10            | Bn2t (Kastenlok) | 1000 mm   | Hohenzollern    | 1898    | 1131         | 1898–01.07.1929                                    | Verbleib unbekannt |                                                                                   |
| 11            | Bn2t (Kastenlok) | 1000 mm   | Hohenzollern    | 1898    | 1132         | 1898–01.07.1929                                    | Verbleib unbekannt |                                                                                   |
| 12            | Bn2t (Kastenlok) | 1000 mm   | Hohenzollern    | 1898    | 1133         | 1898–01.07.1929                                    | Verbleib unbekannt |                                                                                   |
| 13            | Bn2t (Kastenlok) | 1000 mm   | Hohenzollern    | 1898    | 1134         | 1898–01.07.1929                                    | Verbleib unbekannt |                                                                                   |
| 14            | Bn2t (Kastenlok) | 1000 mm   | Hohenzollern    | 1898    | 1135         | 1898–01.07.1929                                    | Verbleib unbekannt |                                                                                   |
| 15            | Bn2t (Kastenlok) | 1000 mm   | Hohenzollern    | 1898    | 1136         | 1898–01.07.1929                                    | Verbleib unbekannt |                                                                                   |
| 16            | Bn2t (Kastenlok) | 1000 mm   | Hohenzollern    | 1898    | 1137         | 1898–01.07.1929                                    | Verbleib unbekannt |                                                                                   |
| 17            | Bn2t (Kastenlok) | 1000 mm   | Hohenzollern    | 1901    | 1301         | 1901–01.07.1929                                    | Verbleib unbekannt |                                                                                   |
| 18            | Bn2t (Kastenlok) | 1000 mm   | Hohenzollern    | 1901    | 1302         | 1901–01.07.1929                                    | Verbleib unbekannt |                                                                                   |
| 19            | B1n2t            | 1000 mm   | Hohenzollern    | 1900    | 1298         | 1900–01.07.1929                                    | Verbleib unbekannt |                                                                                   |
| 20            | B1n2t            | 1000 mm   | Hohenzollern    | 1900    | 1299         | 1900–01.07.1929                                    | Verbleib unbekannt |                                                                                   |
| 21            | B1n2t            | 1000 mm   | Hohenzollern    | 1900    | 1300         | 1900–01.07.1929                                    | Verbleib unbekannt |                                                                                   |
| 22"           | Ch2t             | 1000 mm   | Henschel & Sohn | 1917    | 15142        | 1919–1935                                          | 1917–1919 Heeresfeldbahnen HK3, 1935–1942 Westdeutsche Maschinenfabrik, Liblar 1942–1954 Ruhr-Lippe Eb. (RLE) 8" +1954 ++1954                                                                                      |                                                                                   |
| 23"           | Ch2t             | 1000 mm   | Henschel & Sohn | 1917    | 15143        | 1920–1935                                          | 1917–1920 Heeresfeldbahnen HK4, 1935 an Westdeutsche Maschinenfabrik Liblar, weiterer Verbleib unbekannt |                                                                                   |
| 24"           | Ch2t             | 1000 mm   | Henschel & Sohn | 1917    | 15147        | 1920–1935                                          | 1917–1920 Heeresfeldbahnen HK8, 1935–1942 Westdeutsche Maschinenfabrik, Liblar, 1942–1954 Ruhr-Lippe Eb. (RLE) 9" +1954 ++1956                                                                                     |                                                                                   |
| 25"           | Ch2t             | 1000 mm   | Henschel & Sohn | 1917    | 15141        | 1920–1935                                          | 1917–1920 Heeresfeldbahnen HK2, 1935 an Westdeutsche Maschinenfabrik Liblar, weiterer Verbleib unbekannt |                                                                                   |
| 26            | Dn2t             | 1435 mm   | Hohenzollern    | 1906    | 1953         | 1906?–?                                            | KV2 in Belgien, Verbleib unbekannt |                                                                                   |
| 27            | Dn2t             | 1435 mm   | Hohenzollern    | 1909    | 2485         | 1909–1954                                          | 1954–? Zeche Concordia, Oberhausen, weiterer Verbleib unbekannt |                                                                                   |
| 28            | Dn2t             | 1435 mm   | Hohenzollern    | 1912    | 2950         | 1909–1954                                          | KV2, Verbleib unbekannt |                                                                                   |
| 29            | Dn2t             | 1435 mm   | Hohenzollern    | 1912    | 2979         | 1912–1958, +1958                                   | Verbleib unbekannt |                                                                                   |
| 30            | Dn2t             | 1435 mm   | Hohenzollern    | 1913    | 3205         | 1913–1958, +1958                                   | Verbleib unbekannt |                                                                                   |
| 31"           | Dn2t             | 1435 mm   | Hanomag         | 1919    | 9090         | 1919–vor 1954                                      | 1919 Braunschweig-Schöninger Eisenbahn (BSE) 10; von der KBE noch im Lieferjahr erworben; 19xx–1954 Zeche Walsum, Duisburg-Walsum Nr. 1, 1954–? Thyssen & Co., Mülheim, weiterer Verbleib unbekannt                |                                                                                   |
| 32"           | Dn2t             | 1435 mm   | Hanomag         | 1919    | 9091         | 1919–                                              | 1919 Braunschweig-Schöninger Eisenbahn (BSE) 11; von der KBE noch im Lieferjahr erworben; Verbleib unbekannt |                                                                                   |
| 33"           | Dn2t             | 1435 mm   | Henschel & Sohn | 1920    | 17875        | 13.9.1920–07.1956; 09.1953–07.1956 kalt abgestellt | 09.1956–1961 Burbach-Kaliwerke AG, Kaliwerk Siegfried-Giesen, "Lok-Nr. 6", +1961 ++1965 (?) |                                                                                   |
| 34"           | Dn2t             | 1435 mm   | Henschel & Sohn | 1920    | 17876        | 1920–1954                                          | 1954–1961 Burbach-Kaliwerke AG, Kaliwerk Siegfried-Giesen, "Lok Nr. 4", +1961 ++(?) |                                                                                   |
| 35"           | Dn2t             | 1435 mm   | Henschel & Sohn | 1920    | 17877        | 1920–1958; +1958                                   | Verbleib unbekannt |                                                                                   |
| 36            | Ch2t             | 1000 mm   | Henschel & Sohn | 1917    | 15148        | 1920–1935                                          | 1917–1920 Heeresfeldbahnen HK9, 1935 an Westdeutsche Maschinenfabrik Liblar, weiterer Verbleib unbekannt |                                                                                   |
| 37            | Ch2t             | 1000 mm   | Henschel & Sohn | 1917    | 15149        | 1920–1935                                          | 1917–1820 Heeresfeldbahnen HK10, 1935 an Westdeutsche Maschinenfabrik Liblar, weiterer Verbleib unbekannt |                                                                                   |
| 40 (22)       | Cn2t             | 1435 mm   | Hohenzollern    | 1900    | 1297         | 1900–1919 "22", 1919–1954 "40" + 1954              | Verbleib unbekannt |                                                                                   |
| 41 (23)       | Cn2t             | 1435 mm   | Hohenzollern    | 1901    | 1430         | 1901–1919 "23", 1919–1933 "41" +1933               | Verbleib unbekannt |                                                                                   |
| 42 (24)       | Cn2t             | 1435 mm   | Hohenzollern    | 1903    | 1492         | 1903–1919 "24", 1919–1933 "42" +1933               | Verbleib unbekannt |                                                                                   |
| 43 (25)       | Cn2t             | 1435 mm   | Hohenzollern    | 1905    | 1911         | 1905–1919 "25", 1919–1953 "43" +1953               | Verbleib unbekannt |                                                                                   |
| 44            | Cn2t             | 1435 mm   | Henschel & Sohn | 1919    | 16935        | 1920–1934 +1934                                    | 1919–1920 ?, Verbleib unbekannt |                                                                                   |
| 45            | Dh2t             | 1435 mm   | Hohenzollern    | 1919    | 3720         | 1920–1935 +1935                                    | 1919–1920 ?, Verbleib unbekannt |                                                                                   |
| 50 (31)       | Dh2t             | 1435 mm   | Hohenzollern    | 1918    | 3757         | 1918–1919 "31"; 1919–1963 "50" +1963               | Verbleib unbekannt |                                                                                   |
| 51 (32)       | Dh2t             | 1435 mm   | Hohenzollern    | 1918    | 3758         | 1918–1919 "32"; 1919–1961 "51" +1961               | Verbleib unbekannt |                                                                                   |
| 52 (33)       | Dh2t             | 1435 mm   | Hohenzollern    | 1918    | 3888         | 1918–1920 "33"; 1920–1958 "52" +1958               | Verbleib unbekannt |                                                                                   |
| 53 (34)       | Dh2t             | 1435 mm   | Hohenzollern    | 1918    | 3889         | 1918–1920 "34"; 1920–1958 "53" +1958               | Verbleib unbekannt |                                                                                   |
| 54 (35)       | Dh2t             | 1435 mm   | Hohenzollern    | 1918    | 3890         | 1918–1920 "35"; 1920–1961 "54" +1961               | Verbleib unbekannt |                                                                                   |
| 55            | Dh2t             | 1435 mm   | Hohenzollern    | 1920    | 4075         | 1920–1961 +1961                                    | Verbleib unbekannt |                                                                                   |
| 56            | Dh2t             | 1435 mm   | Hohenzollern    | 1920    | 4076         | 1920–1958 +1958                                    | Verbleib unbekannt |                                                                                   |
| 57            | Dh2t             | 1435 mm   | Hohenzollern    | 1921    | 4097         | 1921–1958 +1958                                    | Verbleib unbekannt |                                                                                   |
| 58            | Dh2t             | 1435 mm   | Hohenzollern    | 1921    | 4098         | 1921–1959 +1959                                    | Verbleib unbekannt |                                                                                   |
| 59            | Dh2t             | 1435 mm   | Hohenzollern    | 1922    | 4335         | 1922–1959 +1959                                    | Verbleib unbekannt |                                                                                   |
| 60"           | Dh2t             | 1435 mm   | Hohenzollern    | 1922    | 4336         | 1922–1959 +1959                                    | Verbleib unbekannt |                                                                                   |
| 61            | Dh2t             | 1435 mm   | Hohenzollern    | 1924    | 4370         | 1924–1959 +1959                                    | Verbleib unbekannt |                                                                                   |
| 62            | Dh2t             | 1435 mm   | Hohenzollern    | 1924    | 4371         | 1924–1961 +1961                                    | Verbleib unbekannt |                                                                                   |
| 63            | Dh2t             | 1435 mm   | Hohenzollern    | 1924    | 4372         | 1924–1961 +1961                                    | Verbleib unbekannt |                                                                                   |
| 70 (60)       | Eh2t             | 1435 mm   | Hohenzollern    | 1920    | 4077         | 1920–1961 +1961                                    | 19xx Umzeichnung in "70"; 196x ++ | Foto der Lok                                                                      |
| 71 (62)       | Eh2t             | 1435 mm   | Hohenzollern    | 1920    | 4078         | 1920–1961 +1961                                    | 19xx Umzeichnung in "71"; 196x ++ |                                                                                   |
| 80            | 1’D1’h2t         | 1435 mm   | Hanomag         | 1929    | 10636        | 1929–1961, +1961                                   | Verbleib unbekannt |                                                                                   |
| 81            | 1’D1’h2t         | 1435 mm   | Krupp           | 1937    | 1707         | 1937–1961, +1961                                   | Verbleib unbekannt | Foto der Lok                                                                      |
| 82            | 1’D1’h2t         | 1435 mm   | Krupp           | 1938    | 1755         | 1938–1961, +1961                                   | Verbleib unbekannt |                                                                                   |
| 83            | 1’D1’h2t         | 1435 mm   | Krupp           | 1938    | 1756         | 1938–1961, +1961                                   | Verbleib unbekannt |                                                                                   |
| 84            | 1’D1’h2t         | 1435 mm   | Krupp           | 1938    | 2155         | 1940–1964, +1964                                   | Verbleib unbekannt |                                                                                   |
| 85            | 1’D1’h2t         | 1435 mm   | Krupp           | 1940    | 2156         | 1940–1961, +1961                                   | Verbleib unbekannt |                                                                                   |
| 86            | 1’D1’h2t         | 1435 mm   | Krupp           | 1941    | 2444         | 1941–1963, +1963                                   | Verbleib unbekannt |                                                                                   |
| 87            | 1’D1’h2t         | 1435 mm   | Krupp           | 1941    | 2445         | 1941–1963, +1963                                   | Verbleib unbekannt |                                                                                   |
| 88            | 1’D1’h2t         | 1435 mm   | Krupp           | 1943    | 2590         | 1943–1963, +1963                                   | Verbleib unbekannt |                                                                                   |
| 89            | 1’D1’h2t         | 1435 mm   | Krupp           | 1941    | 2503         | 1941–1963, +1963                                   | Verbleib unbekannt |                                                                                   |
| 90"           | 1'D'1h2t         | 1435 mm   | Krupp           | 1952    | 2811         | 1952–1966, +1966                                   | Verbleib unbekannt |                                                                                   |
| 95 (90)       | 1’C1’h2t         | 1435 mm   | Krupp           | 1935    | 1469         | 1935–1952 "90", 1952–1961 "95" +1961               | Verbleib unbekannt | Foto der Lok                                                                      |
| 96 (91)       | 1’C1’h2t         | 1435 mm   | Krupp           | 1936    | 1563         | 1936–1952 "91", 1952–1964 "96", +1964              | Verbleib unbekannt |                                                                                   |
| 89 7040 (DRG) | C n2             | 1435 mm   | Henschel & Sohn | 1887    | 2413         | 28.12.1939–14.01.1940                              | von DR geliehen; 15.12.1887–1906 als Elberfeld 1764 und 1906–30.08.1924 als Elberfeld 6167 bei der Königlich Preußischen Eisenbahn-Verwaltung; 31.08.1924–31.10.1950 DRG/DRB/DR (West)/DB +31.10.1950 ++09.05.1956 |                                                                                   |

### Dieseltriebwagen
| Betriebs-Nr.         | Bauart   | Spurweite | Hersteller | Baujahr    | Fabriknummer | bei KBE in Betrieb  | weitere Nutzung | Foto |
| -------------------- | -------- | --------- | ---------- | ---------- | ------------ | ------------------- | --------------- | ---- |
| KBE 300–304          | (1A)(A1) | 1000 mm   | LHL, NAG   | 1925       | ?            | 1925–1932 bzw. 1934 | Verbleib        |      |
| KBE 305, 310 und 311 | (1A)(A1) | 1000 mm   | DWK        | 1927, 1928 | ?            | 1927 bzw. 1928–1934 | Verbleib        |      |

### Diesellokomotiven
| Betriebs-Nr. | Bauart  | Hersteller              | Typ                   | Baujahr                   | Fabriknummer              | bei KBE in Betrieb                                                 | weitere Nutzung | Foto         |
| ------------ | ------- | ----------------------- | --------------------- | ------------------------- | ------------------------- | ------------------------------------------------------------------ | --- | ------------ |
| V1           | B-dm    | Klöckner-Humboldt-Deutz | A4M 220 R             | 1939                      | 25952                     | 12.07.1939–1971; ++ 197x                                           | | Foto der Lok |
| V2           | C-dm    | Klöckner-Humboldt-Deutz | A6M 420 R             | 1943                      | 42945                     | 09.02.1943–1969; Verbleib unbekannt                                | |              |
| V3           | B-dh    | Klöckner-Humboldt-Deutz | KS 225 B/T4M 525 R    | 1953                      | 55545                     | 07.08.1953–31.12.1991; 11.12.1986 Umzeichnung in "V 4"             | 01.01.1992–30.06.1992 HKG – Häfen Köln GmbH, Köln [D] "V 4"; 01.07.1992–1997 HGK – Häfen und Güterverkehr Köln AG, Köln [D] "V 4"; 1997–1998 NS – Nederlandse Spoorwegen, Afdeling Wisselboow, Utrecht [NL]; 1998–31.10.2004 NS – Nederlandse Spoorwegen, Werkplaats Tilburg [NL], Motor mit Frostschaden; 01.11.2004 Shunter, Velddriel [NL] ++ 2004 | Foto der Lok |
| V4           | B-dh    | Klöckner-Humboldt-Deutz | KS 225 B/T4M 525 R    | 1953                      | 55546                     | 14.09.1953–1977; ++ 1982                                           | |              |
| V5           | B-dh    | Klöckner-Humboldt-Deutz | KS 225 B/T4M 525 R    | 1953                      | 55547                     | 25.09.1953–31.12.1991; 01.07.1991 Umzeichnung in V3 (2. Besetzung) | 01.01.1992–30.06.1992 HKG – Häfen Köln GmbH, Köln "V 3"; 01.07.1992–10.2006 HGK – Häfen und Güterverkehr Köln AG, Köln "V 3"; 10.2006 KBEF – Köln-Bonner Eisenbahn-Freunde e. V. "V 3", Museumsbahnhof Brühl-Vochem |              |
| V6           | B-dh    | Klöckner-Humboldt-Deutz | T4M 625 R             | 1957                      | 56813                     | 31.12.1957–1981                                                    | 1981–198x WBB – Westdeutscher Bahn- und Baubedarf Horst Scholtz GmbH, Hattingen [D] [Händler]; 198x Cementi Giovanni Rossi S.p.A., Piacenza [I]; 20xx–nach 05.06.2012 in Castel San Giovanni [I], Verbleib unbekannt |              |
| V11–V19      | D-dh    | Maschinenbau Kiel       | MaK 650 D & MaK 600 D | 1958                      | 600144–600151, 600142     | ab 1958                                                            | Verbleib |              |
| V21–V24      | D-dh    | Klöckner-Humboldt-Deutz | MS 650 D              | 1959                      | 56932–56935               | ab 1959                                                            | Verbleib |              |
| V31–V37      | B'B'-dh | Klöckner-Humboldt-Deutz | DG 1200 BBM           | 1961 bzw. 1963 (V36, V37) | 57187–57191, 57471, 57541 | ab 1961 bzw. 1963                                                  | Verbleib |              |
| V38          | B'B'-dh | Klöckner-Humboldt-Deutz | DG 1200 BBM           | 1962                      | 57466                     | ab 1967                                                            | Verbleib |              |
| V53–V54      | D-dh    | Klöckner-Humboldt-Deutz | MS 800 D              | 1959                      | 56994, 56995              | ab 1978                                                            | Verbleib |              |

### Elektrotriebwagen
| Betriebs-Nr. | Bauart                  | Hersteller                               | Baujahr | Fabriknummer  | bei KBE in Betrieb                                                                              | weitere Nutzung | Foto                                                                 |
| ------------ | ----------------------- | ---------------------------------------- | ------- | ------------- | ----------------------------------------------------------------------------------------------- | --- | -------------------------------------------------------------------- |
| ET 1 (501)   | et 4                    | Van der Zypen & Charlier                 | 1905    |               | 1905–1957; + 1957                                                                               | Verbleib unbekannt |                                                                      |
| ET 2 (505)   | et 4                    | Siemens                                  | 1905    |               | 1905–1957; + 1957                                                                               | Verbleib unbekannt | ET 505 als Schnellzug auf der Rheinuferbahn (1906)                   |
| ET 3 (506)   | et 4                    | Siemens?                                 | 1905    |               | 1905–1957; + 1957                                                                               | Verbleib unbekannt |                                                                      |
| ET 4 (507)   | et 4                    | Siemens?                                 | 1905    |               | 1905–1969; + 1969                                                                               | 1969–nach 1975 abgestellt vor der KBE-Wagenhalle 2, Verbleib unbekannt |                                                                      |
| ET 5 (508)   | et 4                    | Siemens?                                 | 1905    |               | 1905–1960; + 1960                                                                               | Verbleib unbekannt |                                                                      |
| ET 6 (510)   | et 4                    | Siemens?                                 | 1905    |               | 1905–1957; + 1957 ++ 1957                                                                       | |                                                                      |
| ET 7 (512)   | et 4                    | Herbrandt?                               | 1907    |               | 1907–1957; + 1957                                                                               | Verbleib unbekannt |                                                                      |
| ET 8 (514)   | et 4                    | Herbrandt                                | 1908    |               | 1908–1975; ++ 04.08.1975 (durch Brand zerstört)                                                 | |                                                                      |
| ET 46a/b     | Bo’2’ el                | Westwaggon                               | 1950    |               | 1950–1985; 04.08.1975 Wagenteil a durch Brand zerstört; Wiederaufbau mit ET 51a; + 1985 ++ 1986 | |                                                                      |
| ET 47a/b     | Bo’2’ el                | Westwaggon                               | 1950    | 183829/183830 | 1950–1986                                                                                       | 1986–1987 Eisenbahn- & Modellbahnfreunde Brühl EMB; 1987–1993 Förderkreis Eisenbahngeschichte Brühl FEB; ++ 1993 | ET 47 als Linie 18 bei der Ausfahrt aus Bonn Rheinuferbahnhof (1978) |
| ET 57a/b     | Bo’2’ el                | Westwaggon                               | 1956    | 192447/192448 | 26.11.1956–08.11.1986; 09.11.1986–16.07.1987 abgestellt in Brühl-Vochem                         | 17.07.1987–14.04.1989 Stadtwerke Bonn, Betriebshof Dransdorf, als Denkmal abgestellt; 15.04.1989–16.03.1994, Betriebshof Friesdorf, als Denkmal eingestellt; 17.03.1994, privat, im ehem. Bw Köln-Nippes (RIM) als eingetragenes, bewegliches Denkmal eingestellt | ET 57 (2006)                                                         |
| ET 58a/b     | Bo’2’ el                | Westwaggon                               | 1956    | 192449/192450 | 1956–1986; + 1986 ++ 1990                                                                       | | ET 58 am Bonner Rheinuferbahnhof (um 1980)                           |
| ET 59a/b     | Bo’2’ el                | Westwaggon                               | 1956    | 192451/192452 | 1956–11.1986                                                                                    | 11.1986 St&H | ET 58 auf der Strecke der Vorgebirgsbahn (um 1985)                   |
| ET 60a/b     | Bo’2’ el                | Westwaggon                               | 1956    | 192453/192454 | 1956–1987; 30.06.77 ausgebrannt                                                                 | 1986–28.01.1987 St&H; 28.01.87 Linzer Lokalbahn (LiLo) 22 141a/b |                                                                      |
| ET 201       | Bo’Bo’ el               | Westwaggon                               | 1960    | 196270        | 1960–1978; 1978–02.09.1990 Einsatz für Sonderfahrten                                            | 1990 Köln-Bonner Eisenbahn-Freunde (KBEF), optisch aufgearbeitet als Ausstellungsstück erhalten im Betriebshof Wesseling der KVB | ET 201, „Silberpfeil“-Prototyp (2006)                                |
| ET 202       | et 4                    | Waggon- und Maschinenbau GmbH Donauwörth | 1964    |               | 1964–1978                                                                                       | 1978–1981 Lokalbahn Salzburg–Lamprechtshausen; ++ 13.07.1981 (durch Brand zerstört) |                                                                      |
| ET 203       | et 4                    | Waggon- und Maschinenbau GmbH Donauwörth | 1964    | 213           | 1964–26.07.1978                                                                                 | 1979–1981 Lokalbahn Salzburg–Lamprechtshausen; ++ nach 1990 | ET 203 am Bahnhof Köln-Hohenzollernbrücke (um 1978)                  |
| ET 204       | et 4                    | Waggon- und Maschinenbau GmbH Donauwörth | 1964    | 214           | 1964–26.07.1978                                                                                 | 1979–1981 Lokalbahn Salzburg–Lamprechtshausen; ++ nach 1990 |                                                                      |
| ET 210       | et 4 (Doppeltriebwagen) | Waggon- und Maschinenbau GmbH Donauwörth | 1964    |               | 1964–1976; ++ 23.10.1976 (durch Brand zerstört)                                                 | |                                                                      |
| ET 211       | et 4 (Doppeltriebwagen) | Waggon- und Maschinenbau GmbH Donauwörth | 1964    |               | 1964–1975; ++ 04.08.1975 (durch Brand zerstört)                                                 | |                                                                      |
| ET 212       | et 4 (Doppeltriebwagen) | Waggon- und Maschinenbau GmbH Donauwörth | 1964    |               | 1964–1975; ++ 04.08.1975 (durch Brand zerstört)                                                 | |                                                                      |

## Busbetrieb
Als Zubringer für die Bahnstrecken sowie als Ersatz der Bahnen in verkehrsschwachen Zeiten besaß die KBE eine beträchtliche Omnibusflotte. Damit versah sie einen großen Teil des lokalen Busliniennetzes in den Kommunen Hürth, Brühl, Wesseling und Bornheim.
Auch zwei Buslinien mit größerer Distanz wurden zeitweise betrieben: Eine von Hürth über Frechen und Pulheim bis Köln-Worringen und eine von Hürth über Frechen und Quadrath-Ichendorf bis Bergheim (heutige REVG-Linien 980 und 960).
Für ihren Busbetrieb besaß die KBE einen gesonderten Betriebshof in Hürth-Hermülheim, der heute noch vorhanden ist.